# Coupe de Belgique de football 1980-1981
Navigation
Édition précédente Édition suivante
La Coupe de Belgique 1980-1981 est la vingt-sixième édition de l'épreuve.
Cet opus voit le Standard CL conquérir son 4e trophée quatorze ans après le troisième. En finale, les Liégeois disposent aisément des Waeslandiens de Lokeren. Vainqueurs-surprise, l’année précédente, les « Thorians » de Waterschei THOR atteignent de nouveau les demi-finales.
Pour avoir une vue d'ensemble de l'épreuve, il ne faut pas oublier qu'avant les 1/32es de finale, quatre tours éliminatoires ont déjà été disputés.

## Fonctionnement - Règlement
La Coupe de Belgique 1980-1981 est jouée par matchs à élimination directe jusqu'au stade des 1/8es de finale. Ensuite les Quarts et les Demi-finales sont joués par rencontres aller/retour. Les équipes de Division 1 et de Division 2 commencent l'épreuve à partir des trente-deuxièmes de finale.
Au total 256 clubs participent à la 26e édition de l'épreuve.
Pour l'édition 80-81, quatre tours préliminaires concernent 224 clubs issus de tous les niveaux inférieurs. Au total, les 256 équipes proviennent des divisions suivantes :
- 129 clubs provinciaux
- 61 clubs de Promotion
- 32 clubs de Division 3
- 16 clubs de Division 2
- 18 clubs de Division 1

### Déroulement schématique

#### Tours préliminaires
- TOUR 1: 64 rencontres, 128 clubs des Séries provinciales
  - TOUR 2: 64 rencontres, 64 qualifiés du Tour 1 + les 64 clubs de Promotion de la saison précédente (qui sont têtes de série et ne se rencontrent pas entre eux)
    - TOUR 3: 32 rencontres, 64 qualifiés du Tour 2 (pré-tirage intégral, plus de tête de série)
      - TOUR 4: 32 rencontres, 32 qualifiés du Tour 3 + les 32 clubs de Division 3 de la saison précédente (qui sont têtes de série et ne se rencontrent pas entre eux)

#### Phase finale
- 1/32e de finale : 32 qualifiés du Tour 4, 16 clubs de Division 2 de la saison précédente et 16 clubs de Division 1 de la saison précédente (D1 et D2 sont têtes de série et ne se rencontrent pas entre elles)
  - 1/16e de finale (à partir de ce tour, tirage intégral, plus de têtes de série)
    - 1/8e de finale
      - 1/4 de finale (aller/retour)
        - 1/2 finales (aller/retour)
          - FINALE

### Prolongation - Replay
Lors des 1/32es, 1/16es et 1/8es de finale, en cas d'égalité à la fin du temps réglementaire, on joue une prolongation de 2 fois 15 minutes. Si l'égalité persiste, un « replay » est disputé sur le terrain de l'équipe qui s'était initialement déplacée. Lors des quarts de finale et des demi-finales, jouées en « aller/retour », les buts inscrits en déplacement sont prépondérants pour départager les égalités. Si au terme de la rencontre « retour », le départage n'est pas fait par le critère « but(s) en déplacement », on dispute une prolongation de 2 fois 15 minutes, suivie d'une éventuelle séance de tirs au but si la parité subsiste.

## Calendrier
Le tirage au sort des quatre tours éliminatoires et des trente-deuxièmes de finale a lieu en juin 1980 au siège de l'URSBSFA.
| Nom                                   | Tirage au sort | Date aller                            | Date retour                           | Équipes participantes | Équipes restantes |
| ------------------------------------- | -------------- | ------------------------------------- | ------------------------------------- | --------------------- | ----------------- |
| Quatrième tour préliminaire           | juin 1980      | 23 et 24 août 1980                    | 23 et 24 août 1980                    | 64                    | 32                |
| Trente-deuxièmes de finale *          | juin 1980      | 30 et 31 août 1980                    | 30 et 31 août 1980                    | 64                    | 32                |
| Seizièmes de finale                   | ???            | 1re et 2 novembre 1980                | 1re et 2 novembre 1980                | 32                    | 16                |
| Huitièmes de finale                   | ???            | du 17 décembre 1980 au 4 janvier 1981 | du 17 décembre 1980 au 4 janvier 1981 | 16                    | 8                 |
| Quarts de finale                      | ???            | 21 et 22 février 1981                 | 11 mars 1981                          | 8                     | 4                 |
| Demi-finales                          | ???            | 23 et 24 mai 1981                     | 30 et 31 mai 1981                     | 4                     | 2                 |
| Finale                                | -              | 7 juin 1981                           | 7 juin 1981                           | 2                     | -                 |
| * entrée des clubs de D1 et D2 belges |                |                                       |                                       |                       |                   |

## Légende
|  | Clubs qualifiés pour le tour suivant |
|  | Tenant du trophée                    |

## Trente-deuxièmes de finale

### Participants

#### par Régions
| Régions         | Total | D1 | D2 | D3 | P  | Prov' |
| --------------- | ----- | -- | -- | -- | -- | ----- |
| Bruxelles       | 5     | 2  | 1  | 2  | 0  | 0     |
| Région flamande | 47    | 14 | 11 | 15 | 6  | 1     |
| Région wallonne | 12    | 2  | 4  | 3  | 2  | 0     |
| TOTAUX          | 64    | 18 | 16 | 17 | 11 | 2     |

#### par Provinces
La Luxembourg ne compte plus aucun représentant.
| # | Provinces                                                                                               | Total   | Div. 1 | Div. 2 | Div. 3 | Prom | prov'   |
| - | --- | ------- | ------ | ------ | ------ | ---- | ------- |
| 1 | Province d'Anvers                                                                                       | 15      | 4      | 3      | 5      | 3    | 0       |
| 2 | Province de Brabant Région de Bruxelles-Capitale Province du Brabant flamand Province du Brabant wallon | 9 5 4 0 | 2 2 0  | 2 1 0  | 4 2 0  | 0 0  | 1 0 1 0 |
| 3 | Province de Flandre-Occidentale                                                                         | 8       | 4      | 1      | 3      | 1    | 0       |
| 4 | Province de Flandre-Orientale                                                                           | 8       | 3      | 3      | 0      | 2    | 0       |
| 5 | Province de Hainaut                                                                                     | 5       | 0      | 3      | 2      | 0    | 0       |
| 6 | Province de Liège                                                                                       | 5       | 2      | 1      | 2      | 0    | 0       |
| 7 | Province de Limbourg                                                                                    | 11      | 3      | 3      | 5      | 0    | 0       |
| 8 | Province de Namur                                                                                       | 2       | 0      | 0      | 0      | 2    | 0       |
|   | TOTAUX                                                                                                  | 64      | 18     | 16     | 21     | 8    | 1       |

### Résultats 1/32es
Ces matches sont le samedi 30 et le dimanche 31 août 1980, en une seule manche disputée sur le terrain de la première équipe citée. En cas d'accord entre les clubs concernés, l'ordre du tirage au sort peut être inversé.
- 64 clubs, 32 rencontres.
  - Deux rencontres sont postposées au mardi 9 et mercredi 10 septembre 1980.
  - Deux derbies liégeois à l'affiche. Ces parties sont très disputées, et ne tombent que de justesse dans l'escarcelle du club de l'élite.
  - Deux formations de Division 3 franchissent ce tour : le R. FC Hannutois et le V&V Overpelt-Fabriek lequel, plus de quarante ans plus tard, devient Lommel United puis Lommel SK.
  - Le « petit Poucet » s'appelle K. SK Halle (P1 Brabant) qui n'a que son courage à opposer au K. RC Harelbeke, lequel avait été surpris par des Promotionnaires (R. CS Andennais), l'année précédente, à ce stade de l'épreuve.

| Dates             | Niv | N° | Équipe 1                       | Équipe 2                        | Score 90' | Score 120' | Tirs au but |
| 30 août 1980      | T   | 2  | K. SV Waterschei THOR Genk (I) | Bilzerse VV (III)               | 10-1      |            |             |
| 30 août 1980      | T   | 3  | KV Mechelen (II)               | K. FC Duffel (P)                | 2-1       |            |             |
| 30 août 1980      | T   | 4  | R. FC Liégeois (I)             | R. FC Sérésien (II)             | 3-3       | 4-3        |             |
| 30 août 1980      | T   | 5  | KV Kortrijk (I)                | R. CS La Forestoise (III)       | 3-0       |            |             |
| 30 août 1980      | T   | 6  | K. St-Truidense VV (II)        | V&V Overpelt-Fabriek (III)      | 0-2       |            |             |
| 30 août 1980      | T   | 7  | K. FC Diest (II)               | Patro Eisden (III)              | 2-1       |            |             |
| 30 août 1980      | T   | 8  | Club Brugge KV (I)             | K. Wuustwezel FC (III)          | 2-1       |            |             |
| 30 août 1980      | T   | 9  | R. Antwerp FC (I)              | VC Westerlo (P)                 | 2-0       |            |             |
| 30 août 1980      | T   | 10 | K. Boom FC (II)                | R. RC Gent (P)                  | 0-0       | 3-0        |             |
| 30 août 1980      | T   | 11 | K. SC Hasselt (II)             | R. RC Tienen (III)              | 3-2       |            |             |
| 30 août 1980      | T   | 12 | R. SC Anderlechtois (I)        | K. FC Turnhout (III)            | 5-0       |            |             |
| 30 août 1980      | T   | 13 | K. Beringen FC (I)             | R. RC Tournaisien (III)         | 3-0       |            |             |
| 31 août 1980      | T   | 14 | K. Stade Leuven (III)          | iR.W.D. Molenbeek (I)           | 2-4       |            |             |
| 31 août 1980      | T   | 15 | Hoeselt VV (III)               | K. SV Waregem (I)               | 0-5       |            |             |
| 31 août 1980      | T   | 16 | K. FC Izegem (III)             | SK Beveren (I)                  | 2–2       | 2-3        |             |
| 31 août 1980      | T   | 17 | K. RC Mechelen (II)            | R. Union Wallonne Ciney (P)     | 7-1       |            |             |
| 31 août 1980      | T   | 18 | K. FC Winterslag (I)           | K. Witgoor Sport Dessel (III)   | 1-0       |            |             |
| 31 août 1980      | T   | 19 | R. FC Hannutois (III)          | R. AA Louviéroise (II)          | 1-0       |            |             |
| 31 août 1980      | T   | 20 | K. FC Dessel Sport (III)       | K. SC Eendracht Aalst (II)      | 0-2       |            |             |
| 31 août 1980      | T   | 21 | K. SK Roeselare (III)          | K. SK Tongeren (II)             | 1-5       |            |             |
| 31 août 1980      | T   | 22 | K. St-Niklaase SK (II)         | R. CS Andennais (P)             | 3-2       |            |             |
| 31 août 1980      | T   | 23 | VK Ninove (P)                  | R. Charleroi SC (II)            | 0-1       |            |             |
| 31 août 1980      | T   | 24 | R. AEC Mons (III)              | K. Lierse SV (I)                | 2-4       |            |             |
| 31 août 1980      | T   | 25 | K. Berchem Sport (I)           | Royale Union (III)              | 3-2       |            |             |
| 31 août 1980      | T   | 26 | K. SV Oudenaarde (II)          | K. SV Cercle Brugge (I)         | 1-2       |            |             |
| 31 août 1980      | T   | 27 | K. AA Gent (I)                 | K. FC Verbroedering Geel (P)    | 2-0       |            |             |
| 31 août 1980      | T   | 28 | R. Dottignies Sports (P)       | Racing Jet Bruxelles (II)       | 1-4       |            |             |
| 31 août 1980      | T   | 29 | R. Tilleur FC (III)            | R. Standard CL (I)              | 0-1       |            |             |
| 31 août 1980      | T   | 30 | K. RC Harelbeke (II)           | K. SK Halle (p-Bbt)             | 3-1       |            |             |
| 9 septembre 1980  | T   | 31 | K. SC Lokeren (I)              | K. FC Herentals (III)           | 3-1       |            |             |
| 10 septembre 1980 | T   | 32 | K. Beerschot VAV (I)           | Eendracht Gerhees Oostham (III) | 5-0       |            |             |

## Seizièmes de finale
Ces matches sont joués le samedi 1er et le dimanche 2 novembre 1980

### Participants

#### par Régions
| Régions         | Total | D1 | D2 | D3 |
| --------------- | ----- | -- | -- | -- |
| Bruxelles       | 3     | 2  | 1  | 0  |
| Région flamande | 24    | 14 | 9  | 1  |
| Région wallonne | 5     | 2  | 2  | 1  |
| TOTAUX          | 32    | 18 | 12 | 2  |

#### par Provinces
La Province de Namur n'est plus représentée. Il n'y a plus de ni clubs de Promotion, ni clubs provinciaux.
| # | Provinces                                                                    | Total | Div. 1 | Div. 2 | Div. 3 |
| - | ---------------------------------------------------------------------------- | ----- | ------ | ------ | ------ |
| 1 | Province d'Anvers                                                            | 7     | 4      | 3      | 0      |
| 2 | Province de Brabant Région de Bruxelles-Capitale Province du Brabant flamand | 4 3 1 | 2 2 0  | 2 1    | 0 0    |
| 3 | Province de Flandre-Occidentale                                              | 5     | 4      | 1      | 0      |
| 4 | Province de Flandre-Orientale                                                | 5     | 3      | 2      | 0      |
| 5 | Province de Hainaut                                                          | 1     | 0      | 1      | 0      |
| 6 | Province de Liège                                                            | 3     | 2      | 0      | 1      |
| 7 | Province de Limbourg                                                         | 6     | 3      | 2      | 1      |
|   | TOTAUX                                                                       | 32    | 18     | 12     | 2      |

### Résultats 1/16es
- 32 clubs, 16 rencontres.
  - Les valeureux cercles de « D3 » ne peuvent pas réussir un nouvel exploit, mais ils tiennent la dragée haute à leur opposant respectif.
  - Élimination d'Anderlecht par les tenants du trophée.
  - Cinq cercles de Division 2 restent dans la course en « Huitièmes de finale ».

| Dates             | Niv | N° | Équipe 1                       | Équipe 2                   | Score 90' | Score 120' | Tirs au but |
| 31 octobre 1980   | S   | 1  | K. Beringen FC (I)             | KV Kortrijk (I)            | 2-1       |            |             |
| 1er novembre 1980 | S   | 2  | K. SC Lokeren (I)              | KV Mechelen (II)           | 3-0       |            |             |
| 1er novembre 1980 | S   | 3  | R. Standard CL (I)             | K. Berchem Sport (I)       | 3-0       |            |             |
| 1er novembre 1980 | S   | 4  | R. Charleroi SC (II)           | K. FC Winterslag (I)       | 1-0       |            |             |
| 2 novembre 1980   | S   | 5  | K. Lierse SV (I)               | V&V Overpelt-Fabriek (III) | 3-1       |            |             |
| 2 novembre 1980   | S   | 6  | K. FC Diest (II)               | K. SC Hasselt (II)         | 1-2       |            |             |
| 2 novembre 1980   | S   | 7  | K. RC Mechelen (II)            | K. St-Niklaase SK (II)     | 2-0       |            |             |
| 2 novembre 1980   | S   | 8  | SK Beveren (I)                 | K. AA Gent (I)             | 2-1       |            |             |
| 2 novembre 1980   | S   | 9  | K. RC Harelbeke (II)           | K. Beerschot VAV (I)       | 0-1       |            |             |
| 2 novembre 1980   | S   | 10 | Racing Jet Bruxelles (II)      | R.W.D. Molenbeek (I)       | 3-3       | 3-4        |             |
| 2 novembre 1980   | S   | 11 | K. SK Tongeren (II)            | R. FC Liégeois (I)         | 1-2       |            |             |
| 2 novembre 1980   | S   | 12 | K. SC Eendracht Aalst (II)     | K. SC Menen (III)          | 2-0       |            |             |
| 2 novembre 1980   | S   | 13 | K. SV Waregem (I)              | Club Brugge KV (I)         | 1-2       |            |             |
| 2 novembre 1980   | S   | 14 | R. Antwerp FC (I)              | R. FC Hannutois (III)      | 5-0       |            |             |
| 2 novembre 1980   | S   | 15 | K. Boom FC (II)                | K. SV Cercle Brugge (I)    | 2-1       |            |             |
| 2 novembre 1980   | S   | 16 | K. SV Waterschei THOR Genk (I) | R. SC Anderlechtois (I)    | 1-0       |            |             |

## Huitièmes de finale
Ces matches sont joués entre le mercredi 17 décembre 1980 et le dimanche 4 janvier 1981. 

### Participants

#### par Régions
| Régions         | Total | D1 | D2 |
| --------------- | ----- | -- | -- |
| Bruxelles       | 1     | 1  | 0  |
| Région flamande | 12    | 8  | 4  |
| Région wallonne | 3     | 2  | 1  |
| TOTAUX          | 16    | 11 | 5  |

#### par Provinces
| # | Provinces                                        | Total | Div. 1 | Div. 2 |
| - | ------------------------------------------------ | ----- | ------ | ------ |
| 1 | Province d'Anvers                                | 5     | 3      | 2      |
| 2 | Province de Brabant Région de Bruxelles-Capitale | 1     | 1 0    | 0 0    |
| 3 | Province de Flandre-Occidentale                  | 1     | 1      | 0      |
| 4 | Province de Flandre-Orientale                    | 3     | 2      | 1      |
| 5 | Province de Hainaut                              | 1     | 0      | 1      |
| 6 | Province de Liège                                | 2     | 2      | 0      |
| 7 | Province de Limbourg                             | 3     | 2      | 1      |
|   | TOTAUX                                           | 16    | 11     | 5      |

### Résultats 1/8es
- 16 clubs, 8 rencontres.
  - Les quarts de finale contiendront un rescapé de D2: le Sporting Club Hasselt, relégué de l'élite au terme de la saison précédente.
  - Après Anderlecht, c'est le Club Brugeois qui passe à la trappe, après lourde défaite à Waterschei, lequel connaît pourtant de sérieuses difficultés en championnat.

| Dates            | Niv | N° | Équipe 1                       | Équipe 2                   | Score 90' | Score 120' | Tirs au but |
| 17 décembre 1980 | H   | 1  | R. Antwerp FC (I)              | K. SC Eendracht Aalst (II) | 3-0       |            |             |
| 3 janvier 1981   | H   | 2  | K. Beerschot VAV (I)           | SK Beveren (I)             | 0-5       |            |             |
| 4 janvier 1981   | H   | 3  | R. Charleroi SC (II)           | R. Standard CL (I)         | 0-3       |            |             |
| 4 janvier 1981   | H   | 4  | R.W.D. Molenbeek (I)           | K. Beringen FC (I)         | 5-1       |            |             |
| 4 janvier 1981   | H   | 5  | K. SC Hasselt (II)             | K. RC Mechelen (II)        | 2-0       |            |             |
| 4 janvier 1981   | H   | 6  | K. Lierse SV (I)               | K. Boom FC (II)            | 2-0       |            |             |
| 4 janvier 1981   | H   | 7  | K. SC Lokeren (I)              | R. FC Liégeois (I)         | 4-1       |            |             |
| 4 janvier 1981   | H   | 8  | K. SV Waterschei THOR Genk (I) | Club Brugge KV (I)         | 6-2       |            |             |

## Quarts de finale
Les matches « aller » ont été joués le samedi 21 et le dimanche 22 février 1981, alors que les  matches « retour » sont disputés le mercredi 11 mars 1981.

### Participants

#### par Régions
| Régions         | Total | D1 | D2 |
| --------------- | ----- | -- | -- |
| Bruxelles       | 1     | 1  | 0  |
| Région flamande | 6     | 5  | 1  |
| Région wallonne | 1     | 1  | 0  |
| TOTAUX          | 8     | 7  | 1  |

#### par Provinces
La Flandre occidentale et le Hainaut ne sont plus représentés.
| # | Provinces                                        | Total | Div. 1 | Div. 2 |
| - | ------------------------------------------------ | ----- | ------ | ------ |
| 1 | Province d'Anvers                                | 2     | 2      | 0      |
| 2 | Province de Brabant Région de Bruxelles-Capitale | 1     | 1 1    | 0 0    |
| 4 | Province de Flandre-Orientale                    | 2     | 2      | 0      |
| 6 | Province de Liège                                | 1     | 1      | 0      |
| 7 | Province de Limbourg                             | 2     | 1      | 1      |
|   | TOTAUX                                           | 8     | 7      | 1      |

### Résultats Quarts de finale
- 8 clubs, 2x 4 rencontres.
- Le tirage au sort offre un programme intéressant avec deux derbies provinciaux.
  - D'un côté un duel entre les rivaux du Pays de Waes qui à ce moment occupent une place dans le « Top 5 » du Championnat. De l'autre, le tenant du trophée luttant pour tenter d'assurer son maintien contre une équipe d'Hasselt toujours en lutte pour accrocher une place au tour final et remonter en D1.
  - Contre le « Great Old anversois », le Standard la joue façon « force tranquille » selon un slogan à la mode en ce printemps 1981 [1], avec deux nettes victoires.

| Dates           | Niv | N°  | Équipe 1                       | Équipe 2                       | Score 90' | Score 120' | Tirs au but |
| 21 février 1981 | Q   | 1 A | SK Beveren (I)                 | K. SC Lokeren (I)              | 2-2       |            |             |
| 11 mars 1981    | Q   | 1 R | K. SC Lokeren (I)              | SK Beveren (I)                 | 3-0       |            |             |
| 22 février 1981 | Q   | 2 A | R. Antwerp FC (I)              | R. Standard CL (I)             | 1-3       |            |             |
| 11 mars 1981    | Q   | 2 R | R. Standard CL (I)             | R. Antwerp FC (I)              | 3-1       |            |             |
| 22 février 1981 | Q   | 3 A | K. SC Hasselt (II)             | K. SV Waterschei THOR Genk (I) | 2-2       |            |             |
| 11 mars 1981    | Q   | 3 R | K. SV Waterschei THOR Genk (I) | K. SC Hasselt (II)             | 1-1       |            |             |
| 22 février 1981 | Q   | 4 A | R.W.D. Molenbeek (I)           | K. Lierse SV (I)               | 1-0       |            |             |
| 11 mars 1981    | Q   | 4 R | K. Lierse SV (I)               | R.W.D. Molenbeek (I)           | 3-1       |            | -           |

## Demi-finales
Les matches « aller » sont joués le samedi 23 et le dimanche 24 mai 1981 tandis que les matches « retour » se déroulent une semaine plus tard, soit le samedi 30 et le dimanche 31 mai 1981.
Ces matches sont joués les 3 et 4 janvier 1981. 

### Participants

#### par Régions
| Régions         | Total | D1 |
| --------------- | ----- | -- |
| Bruxelles       | 0     | 0  |
| Région flamande | 3     | 3  |
| Région wallonne | 1     | 1  |
| TOTAUX          | 4     | 4  |

#### par Provinces
Le dernier représentant du Brabant, le club bruxellois du RWDM a été éliminé. Il reste quatre provinces représentées pour composer le « carré final » de cette édition.
| # | Provinces                     | Total | Div. 1 |
| - | ----------------------------- | ----- | ------ |
| 1 | Province d'Anvers             | 1     | 1      |
| 4 | Province de Flandre-Orientale | 1     | 1      |
| 6 | Province de Liège             | 1     | 1      |
| 7 | Province de Limbourg          | 1     | 1      |
|   | TOTAUX                        | 4     | 4      |

### Résultats demi-finales
- 4 clubs, 2x 2 rencontres.
  - La première demi-finale reste en équilibre au terme de la première manche. Lokeren fait la différence à domicile, lors du « retour ».
  - Le Standard ne laisse guère de place au doute avec un ample succès en déplacement dès la match aller, puis de gérer le retour tout en décrochant une deuxième victoire contre des Limbourgeois qui rêvaient d'une seconde finale de rang.

| Dates       | Niv | N°  | Équipe 1                       | Équipe 2                       | Score 90' | Score 120' | Tirs au but |
| 23 mai 1981 | D   | 1 A | K. Lierse SV (I)               | K. SC Lokeren (I)              | 1-1       |            |             |
| 30 mai 1981 | D   | 1 R | K. SC Lokeren (I)              | K. Lierse SV (I)               | 4-0       |            |             |
| 24 mai 1981 | D   | 2 A | K. SV Waterschei THOR Genk (I) | R. Standard CL (I)             | 2-5       |            |             |
| 31 mai 1981 | D   | 2 R | R. Standard CL (I)             | K. SV Waterschei THOR Genk (I) | 3-2       |            |             |

## Finale
Selon les chroniques d'avant-match, le Standard est donné favori. Toutefois, la « cote » des Liégeois reste basse car pour beaucoup d'observateurs, Lokeren a les moyens de gêner considérablement son adversaire du jour.
Rappelons que lorsque cette finale se déroule, les Waeslandiens sont les tout récent vice champions de Belgique, neuf points derrière Anderlecht. Le Standard occupe la 3e marche du podium à 13 unités des « Mauves ». En championnat, les « Rouches » se sont imposés (2-1) à domicile mais cela remonte au mois de septembre 1980 à l(occasion de la 2e journée. Le retour au Daknam n'a lieu que lors de la 34e et dernière journée de compétition. À ce moment les positions au classement ne peuvent plus évoluer. Lokeren gagne (2-0).
Les Lokerenois sont les premiers en action lors de cette. À la suite d'un coup de coin, une reprise de volée de Włodzimierz Lubański est repoussée à même la ligne par Simon Tahamata. Le médian polonais de Lokeren réclame une faute de main, mais Monsieur Ponnet reste inflexible. Peu après, on croit à l'ouverture du score à la suite d'une reprise de la tête, en pleine extension de Larsen. Mais le heading de celui qui n'est pas encore appelé par son patronyme complet (Elkjær Larsen), ni surnommé « le Bison », heurte la base du poteau du gardien Michel Preud'homme, totalement spectateur sur cette action.
Comme souvent dans ce type de rencontre, une domination stérile se paie au grand comptant. Les Standarmen qui ne se sont pas encore créé la moindre occasion, débloquent le tableau marquoir sur leur première petite opportunité. Le ballon progresse par deux petites passes lobée de Tahamata puis de Gérard Plessers. La reprise du joueur limbourgeois traverse la surface de réparation, de la gauche vers la droite, en surmontant tout le monde. Le Suédois Ralf Edström a senti le bon coup. L'attaquant, qui après cette finale rejoint l'AS Monaco, vient mettre le plat du pied au second poteau et offrir un avantage, à ce moment-là, flatté pour ses couleurs (1-0).
La partie reste alors en équilibre jusqu'au repos. Bien malin à cemoment, qui pourra deviner l'issue de ce match. Après le retour des vestiaires, Lokeren contient encore un Standard qui se montre de plus en plus offensif. Peu après l'heure de jeu, un coup de coin de la gauche est brossé par Tahamata. Le ballon heurte le sol, avant le premier poteau, puis repart vers l'axe du jeu. En embuscade, le grand Jos Daerden tend la jambe et catapulte le cuir dans le but, via le bas de la barre transversale et un violent rebond au sol (2-0). 
Les « Rouches » sont définitivement lancés alors que le « Sporting » accuse le coup. D'autant que peu de temps après le deuxième goal, le petit Moluquois Tahamata transforme un coup de réparation consécutif à une faute de Lubański sur Eddy Voordeckers (3-0).
Dans la dernière minute de jeu, Willy Wellens, qui a remplacé le premier buteur du jour, combine dans l'axe avec l'arrière Erhan Önal. L'international turc a été un des meilleurs de son équipe durant cette finale. Il est récompensé de ses nombreux efforts par un but qui scelle le score final (4-0). Cette victoire est le premier titre du R. Standard CL 10 ans après son dernier sacre national en date, et 14 ans après sa dernière victoire en Coupe.
| ·             |                     |     |
| Titulaires :  |                     |     |
|               |                     |     |
| G             | Michel Preud'homme  |     |
| D             | Erhan Önal          |     |
| D             | Eric Gerets         |     |
| D             | Michel Renquin      |     |
| D             | Gérard Plessers     |     |
| M             | Guy Vandersmissen   |     |
| M             | Jos Daerden         |     |
| M             | Ásgeir Sigurvinsson | 6e  |
| M             | Simon Tahamata      |     |
| A             | Ralf Edström        | 77e |
| A             | Eddy Voordeckers    |     |
|               |                     |     |
| Remplaçants : |                     |     |
| D             | Theo Poel           | 6e  |
| A             | Willy Wellens       | 77e |
|               |                     |     |
| Entraîneur :  |                     |     |
| Ernst Happel  |                     |     |

| ·               |                      |     |
| Titulaires :    |                      |     |
|                 |                      |     |
| G               | Bob Hoogenboom       |     |
| D               | Roland Ingels        | 90e |
| D               | Ronald Somers        |     |
| D               | Karol Dobiáš         |     |
| D               | Maurice De Schrijver |     |
| M               | Eddy Snelders        |     |
| M               | René Verheyen        |     |
| M               | Raymond Mommens      |     |
| A               | Preben Elkjær Larsen | 64e |
| A               | Włodzimierz Lubański |     |
| A               | Grzegorz Lato        |     |
|                 |                      |     |
| Remplaçants :   |                      |     |
| D               | Bob Dalving          | 90e |
| A               | Arnór Guðjohnsen     | 64e |
|                 |                      |     |
| Entraîneur :    |                      |     |
| Urbain Haesaert |                      |     |

| ·             |                     |     |
| Titulaires :  |                     |     |
|               |                     |     |
| G             | Michel Preud'homme  |     |
| D             | Erhan Önal          |     |
| D             | Eric Gerets         |     |
| D             | Michel Renquin      |     |
| D             | Gérard Plessers     |     |
| M             | Guy Vandersmissen   |     |
| M             | Jos Daerden         |     |
| M             | Ásgeir Sigurvinsson | 6e  |
| M             | Simon Tahamata      |     |
| A             | Ralf Edström        | 77e |
| A             | Eddy Voordeckers    |     |
|               |                     |     |
| Remplaçants : |                     |     |
| D             | Theo Poel           | 6e  |
| A             | Willy Wellens       | 77e |
|               |                     |     |
| Entraîneur :  |                     |     |
| Ernst Happel  |                     |     |

| ·               |                      |     |
| Titulaires :    |                      |     |
|                 |                      |     |
| G               | Bob Hoogenboom       |     |
| D               | Roland Ingels        | 90e |
| D               | Ronald Somers        |     |
| D               | Karol Dobiáš         |     |
| D               | Maurice De Schrijver |     |
| M               | Eddy Snelders        |     |
| M               | René Verheyen        |     |
| M               | Raymond Mommens      |     |
| A               | Preben Elkjær Larsen | 64e |
| A               | Włodzimierz Lubański |     |
| A               | Grzegorz Lato        |     |
|                 |                      |     |
| Remplaçants :   |                      |     |
| D               | Bob Dalving          | 90e |
| A               | Arnór Guðjohnsen     | 64e |
|                 |                      |     |
| Entraîneur :    |                      |     |
| Urbain Haesaert |                      |     |

### Sources et liens externes
- Archives de l'ASBL Foot100
- Archives des journaux et quotidiens de l'époque